# Dytiscus lavateri
Dytiscus lavateri là một loài bọ cánh cứng trong họ Bọ nước. Loài này được Heer miêu tả khoa học năm 1847.